# Zinsreagibilität
Als Zinsreagibilität wird in der Volkswirtschaftslehre das Ausmaß bezeichnet, inwieweit die Wirtschaftssubjekte auf Zinsänderungen der Marktzinsen reagieren. Wirtschaftssubjekte sind die Privathaushalte, Unternehmen und der Staat mit seinen Staatsunternehmen und Gebietskörperschaften. Unter Zinsreagibilität ist das Verhalten von diesen Wirtschaftssubjekten zu verstehen, wenn sie mit Änderungen von Zinssätzen, allgemein mit einer Verschiebung des Zinsniveaus, konfrontiert werden. Ändern sich Geldmarkt-, Kapitalmarkt- oder Kreditmarktzins, so reagiert auf der Mikroebene jedes Wirtschaftssubjekt auf deren Änderungen individuell, aber aggregiert ist auf der Makroebene eine überwiegend einheitliche Wirkung erkennbar. Bei der Investitionsgüternachfrage der Unternehmen auf dem Investitionsgütermarkt beispielsweise ist zu beobachten, dass die Investitionsentscheidung vor allem durch den Kreditzins beeinflusst wird (siehe Investitionsfunktion) und dass die Investition bei erwarteter Erhöhung des Zinsniveaus früher als geplant durchgeführt wird und bei erwarteter Senkung des Zinsniveaus aufgeschoben wird.

## Einzelne Wirtschaftssubjekte
Die Privathaushalte treten als Marktteilnehmer auf den Finanzmärkten entweder als Privatanleger (dann: Habenzinsen bei Kapitalanlagen) oder als Kreditnehmer (Kreditzinsen bei Konsumkrediten) auf. Die Unternehmen legen ihre Liquiditätsüberschüsse als Bankguthaben an (Cash Management) oder sind Kreditnehmer bei der Unternehmensfinanzierung (Liquiditätsdefizit bei Kontokorrentkredit, Kreditnachfrager bei Investitionskredit). Meistens tendieren viele Staaten zur Staatsfinanzierung, da sie überwiegend Haushaltsdefizite aufweisen und keine Haushaltsüberschüsse erzielen.
Bei einer Zinserhöhung sinkt die Kreditnachfrage und steigt das Kapitalangebot aller Wirtschaftssubjekte. Unternehmen und Staat können dann Kreditsubstitute auswählen (Eigenfinanzierung, Selbstfinanzierung), Privathaushalte müssen ihren Konsum und/oder ihr Sparen einschränken oder Privatvermögen monetarisieren. Bei Zinssenkung lohnen sich Investitionen dann, wenn die Grenzleistungsfähigkeit oder Grenzproduktivität des Kapitals mit dem Kreditzins übereinstimmt oder höher ist. Die Grenzleistungsfähigkeit entspricht dabei dem Zinssatz, bei dem die auf die Gegenwart abgezinsten Nettoerlöse einer Investition ihren Anschaffungskosten entspricht.

## Marktstrukturen
Die Zinsreagibilität {\displaystyle {\frac {\delta I}{\delta i}}} gibt an, um welches Investitionsvolumen {\displaystyle I} die Investitionen zunehmen, wenn der Zinssatz {\displaystyle i} um eine infinitesimal kleine Einheit (beispielsweise einen Prozentpunkt) sinkt. Hat die Investitionsfunktion in Abhängigkeit vom Zinssatz einen steilen Verlauf, liegt eine geringe Zinsreagibilität vor, bei einem flachen Verlauf eine hohe Zinsreagibilität. Dies bedeutet, dass sich eine geringe Zinsreagibilität kaum auf das Investitionsvolumen auswirkt, während eine hohe Zinsreagibilität erhebliche Auswirkungen zur Folge hat. Typische Investitionen mit hoher Zinsreagibilität sind beispielsweise Bauinvestitionen in den Wohnungsbau mit einem geringen Investitionsrisiko, denn der Wohnungsbau wird überwiegend durch Fremdfinanzierung (Baufinanzierung) finanziert. Der empirische Beweis hierfür wird erbracht, wenn während eines Hochzinsniveaus der Wohnungsbau stagniert, selbst wenn Wohnraummangel herrscht.
Auf dem Geldmarkt bestimmt die Höhe des Zentralbankgeldes die Lage der Angebotskurve des Geldangebots; die Zinsreagibilität der Geschäftsbanken hinsichtlich ihrer Überschussreserven bestimmt die Neigung der Kurve. Bei steigenden Marktzinsen werden die Geschäftsbanken ihre freiwilligen Überschussreserven verringern und ihr Kreditangebot erhöhen, wodurch sich die Geldmenge und der Geldschöpfungsmultiplikator erhöhen. Ein Anstieg der Zinsreagibilität bewirkt, dass der Geldschöpfungsmultiplikator kleiner wird. Die Geldpolitik kann über den veränderten Geldmarkt- oder Kapitalmarktzins und als Folge davon über die Zinsreagibilität der Investitionsgüternachfrage erhebliche Auswirkungen auf Produktion und Beschäftigung haben.
Steigende Kreditzinsen bedeuten steigenden Zinsaufwand (bei Privathaushalten, Unternehmen und Staat), so dass bei konstantem Einkommen die Gewinnspanne sinkt und/oder das Sparen abnimmt. Höhere Finanzierungskosten sind deshalb die wichtigste Einflussgröße der Zinsreagibilität. Wirtschaftssubjekte mit hohem Verschuldungsgrad und/oder hoher Fremdkapitalquote sind daher zinsreagibel.

## International
Wenn man davon ausgeht, dass Zinsveränderungen ausschließlich durch internationale Kapitalströme ausgelöst werden, so hängt die Zinsreagibilität von den Zinselastizitäten im Inland und Ausland ab. Die Zinsreagibilität internationaler Kapitalströme gibt an, wie stark die Kapitalexporte und Kapitalimporte auf Zinsänderungen im Inland reagieren. Die Zinsreagibilität ist hoch, wenn die Steigung der Zahlungsbilanzfunktion geringer als die der Geldmarktgleichgewichtsfunktion ist und umgekehrt. Zu berücksichtigen ist ferner, das zinsinduzierte Kapitalströme über den Devisenmarkt abgewickelt werden und deshalb nicht nur das in- und ausländische Zinsniveau beeinflussen, sondern sich auch auf den Wechselkurs auswirken.

## Abgrenzungen
Die Zinselastizität der Geld-, Kapital- oder Kreditnachfrage gibt an, wie sich die Geld-, Kapital- oder Kreditnachfrage prozentual verändern, wenn der Geldmarktzins oder Kapitalmarktzins um einen bestimmten Prozentsatz steigt oder fällt. Die Zinssensitivität kommt lediglich bei zinstragenden Finanzinstrumenten und Finanzprodukten vor und gibt an, wie deren Barwert auf Änderungen des Marktzinses reagiert. 